# Суон (река)
Суон (англ. Swan River) — река в юго-западной части австралийского штата Западная Австралия.

## География
Река Суон берёт своё начало в качестве реки Авон в холмистой местности штата Западная Австралия к югу от города Корриджин. Впоследствии она протекает сначала в северо-западном, а затем в юго-западном направлении через города Нортем и Перт, впадая в Индийский океан недалеко от населённого пункта Фримантл[стиль]. Длина реки составляет 360 км (в качестве реки Суон она известна на протяжении 95 км). Суон имеет несколько притоков, наиболее крупными из которых являются реки Авон, Хелена и Каннинг. Хотя на самой реке Суон какие-либо искусственные преграды отсутствуют, её притоки, Каннинг и Хелена, перегорожены плотинами для регулирования водосбора и создания водохранилищ. В летние и осенние месяцы река, как правило, пересыхает.

## История
Низовья реки были исследованы в 1697 году голландским путешественником Виллемом де Фламингом, который назвал её в честь чёрных лебедей, которые встретились ему на реке. В течение длительного времени западная часть материковой Австралии оставалась неколонизированой европейскими поселенцами. Только в 1826 году из-за обострившейся борьбы с французами губернатором Нового Южного Уэльса было принято решение организовать экспедицию в этот район. В ходе неё Джеймс Стёрлинг исследовал реку Суон вместе с ботаником Чарльзом Фрейзером и предложил идею колонизации Западной Австралии. В результате, в 1829 году было принято решение основать колонию на реке Суон. В том же году капитан Чарльз Хоу Фримантл (англ. Charles Howe Fremantle) овладел землями вокруг реки. А год спустя капитан Джеймс Стёрлинг официально основал город Перт и колонию на реке Суон. В 1843 году в Перте было закончено строительство первого моста через реку.